# مايكل هولينغسوررث (دراج)
مايكل هولينغسوررث (بالإنجليزية: Michael Hollingsworth)‏ هو دراج أسترالي، ولد في 16 أكتوبر 1943.

## وصلات خارجية
- مايكل هولينغسوررث على موقع أرشيف الدراجات (الإنجليزية)
- مايكل هولينغسوررث على موقع إحصائيات الدراجات الإحترافية (الإنجليزية)
- مايكل هولينغسوررث على موقع أوليمبيديا (الإنجليزية)
- مايكل هولينغسوررث على موقع اللجنة الأولمبية الأسترالية (الإنجليزية)